# The M+M's Tour
Turneja The M+M's Tour (poznana tudi pod imenom House of Blues Tour) je bila promocijska koncertna turneja ameriške glasbenice Britney Spears. S turnejo so pričeli maja 2007, skoraj tri leta po zadnji turneji Britney Spears, The Onyx Hotel Tour. S turnejo so nastopali v nočnih klubih po Združenih državah Amerike. Promocijska turneja se je otvorila 1. maja 2007 v Hiši Bluesa v San Diegu in se zaključila 20. maja 2007 v nočnem klubu Mansion v Miamiju. Zaradi nastopov so se v javnosti pojavile govorice, da so vstopnice, ki so na začetku stale le 35 $, prodajalci takoj podražili na 500 $. Na turneji je Britney Spears nastopila s petimi novimi pesmimi in z nobenim novim gradivom. Na turneji je nastopil tudi DJ Frankie J.

## Ozadje in razvoj
Že pred uradno potrditvijo so se na spletu pojavile govorice, da bo Britney Spears pričela z novo turnejo in lokalni mediji so poročali, da bo slednja naslovljena kot »The M+M's«; kakorkoli že, kasneje se je razkrilo, da so se govorice pravzaprav pričele zaradi nepredvidljivega vedenja in zasebnih težav Britney Spears v tistem času, in da so mediji pravzaprav pričakovali, da bodo zaradi teh razlogov turnejo tudi odpovedali. Craig Marks iz revije Blender je menil, da je s turnejo pričela zato, ker »želi, da ljudje pozabijo, da je znana zato, ker si je obrila glavo in odšla v rehab [...] Zaslovela je zaradi pesmi 'Baby One More Time' in zaradi svojega plesa in zaradi svoje seksi podobe in zato, ker je poklicna glasbenica.« Prvi koncert v sklopu turneje je bil koncert v San Diegu, ki ga je izvedla pred šotorom, postavljenim pred Hišo Bluesa s skrivnostno glasbeno skupino, imenovano »The M+M's«. Kakorkoli že, veliko medijev je poročalo, da so prispeli pred Hišo Bluesa v pričakovanju prihoda Britney Spears. Poročali so, da so za turnejo pričeli vaditi le nekaj ur pred prvim nastopom v nočnem klubu Ivana Kanea, k čemur so dodali še: »Na oder je prišla med vajami, zdelo se je, da ji je zelo vroče in s štirimi spremljevalnimi plesalci je zapela tri pesmi [...] Večkrat so stekli čez oder, koreografija je bila enkratna in zvenela je odlično.«

## Koncerti in sprejem
Nastop se je pričel po dvo-urnem nastopu mnogih DJ-jev, kar oboževalcem ni bilo najbolj všeč. Nato je na oder prišla Britney Spears z rjavo lasuljo z dolgimi lasmi na glavi, srebrnim nedrčkom, belim nagubanim minikrilom in belih škornjih ter zapela (ne v živo) svoj debitantski singl, »...Baby One More Time«. Nato so na oder stopile še štiri svetlolase plesalke v spodnjem perilu in izvedle trinajstminutno plesno točko, zaradi česar so koncerte večkrat primerjali s koncerti glasbene skupine The Pussycat Dolls. Celotni različici singlov »...Baby One More Time« in »I'm a Slave 4 U« so izvedli še preden so plesalci zapustili oder. Nato je Britney Spears izvedla eno izmed pesmi iz albuma In the Zone, in sicer pesem »Breathe on Me«. Na oder so ponovno prispeli plesalci, ki so se pričeli pogovarjati z enim izmed moških oboževalcev, Britney Spears pa se je ta čas preoblekla v rožnat nedrček, bel krznen plašč in krilo iz džinsa, nato pa je nastopila s pesmijo »Do Somethin'«. Koncert se je končal z nastopom s pesmijo »Toxic«.
MTV-jeva novinarka Teri VanHorn je koncertu dodelila pozitivno oceno, kar je utemeljila z besedami: »Njeno telo je dobilo nov pridih in njen nasmeh je spet dobil žar, izgledala je približno tako, kot ženska, ki se je rešila iz krize, ki je trajala četrt njenega življenja, s čimer je močnejša, kot je bila včeraj [...] Spremljale so jo štiri svetlolase plesalke v spodnjem perilu, Britney in njena dekleta pa so posvojila način nastopanja skupine Pussycat Dolls, s trinajstminutnim nastopom s porednim, sproščenim odnosom.« Novinar SuChin Pak, prav tako iz MTV-ja, je turneji dodelil mešano oceno, k čemur je dodal: »To ni bil koncert, ki bi govoril: 'Vrnila se je. Prišla bo nazaj, in to z največjim albumom v svoji karieri.' Hkrati pa nam tudi ni sporočila, da je izgubljena in da stare Britney ne bomo videli nikoli več. To so res majhni koraki.« Vstopnice za turnejo so prodajali po 200 ali 500 $, in sicer iz druge roke.

## Spremljevalni glasbeniki
- Frankie J (izbrani koncerti)[6]

## Seznam pesmi
1. »...Baby One More Time«
2. »I'm a Slave 4 U«
3. »Breathe on Me«
4. »Do Somethin'«
5. »Toxic«

Vir:

## Datumi koncertov
| Severna Amerika |                   |                         |                    |
| 1. maj 2007     | San Diego         | Združene države Amerike | Hiša Bluesa        |
| 2. maj 2007     | Anaheim           | Združene države Amerike | Hiša Bluesa        |
| 3. maj 2007     | Zahodni Hollywood | Združene države Amerike | Hiša Bluesa        |
| 6. maj 2007     | Las Vegas         | Združene države Amerike | Hiša Bluesa        |
| 19. maj 2007    | Orlando           | Združene države Amerike | Hiša Bluesa        |
| 20. maj 2007    | Miami             | Združene države Amerike | Nočni klub Mansion |